# Richard Haupt (Kunsthistoriker)

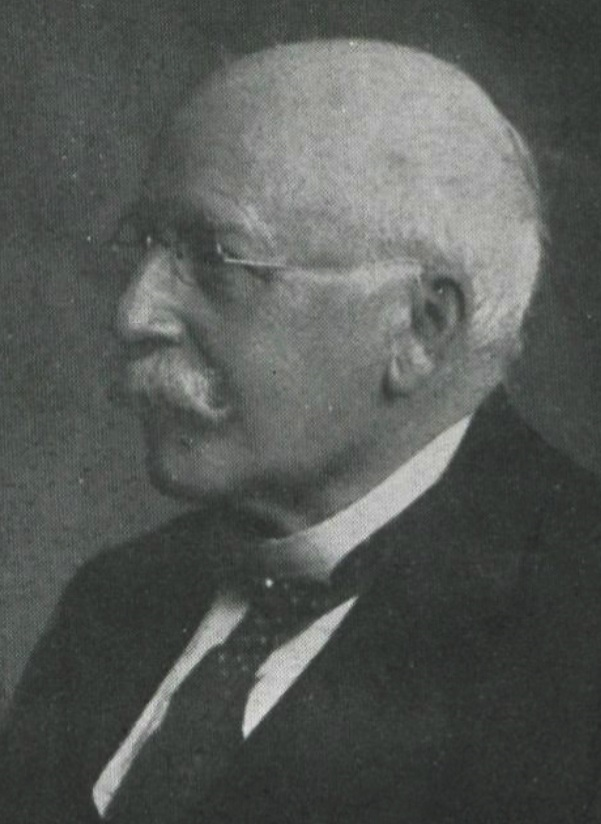
Richard Haupt (1926)

Friedrich Ludwig Richard Haupt (* 6. Oktober 1846 in Büdingen; † 17. September 1940 in Preetz) war ein deutscher Gymnasiallehrer, Kunsthistoriker und Provinzialkonservator.

## Ausbildung und erste Lehrtätigkeit
Richard Haupt war ein Sohn von Georg Haupt (* 22. Februar 1812 in Höchst im Odenwald; † 8. März 1865 in Büdingen) und dessen Ehefrau Mathilde, geborene Schmidt (* 14. August 1824; † 2. September 1900). Der Vater arbeitete als Gymnasiallehrer und war zuletzt Direktor des Gymnasiums in Büdingen. Der Großvater mütterlicherseits war der Büdinger Pfarrer Carl Ludwig Schmidt. Ein Bruder Haupts war der Professor für Architektur Albrecht Haupt. Er war der Vetter von Herman Haupt.
Haupt lernte von 1851 bis 1856 an der Volksschule in Büdingen und anschließend bis 1863 an einem Gymnasium, das er mit der Hochschulreife verließ. Er überlegte zunächst, ein Architekturstudium aufzunehmen, ging stattdessen jedoch für ein halbes Jahr nach Bern. Hier lebte sein Onkel und Philologe Georg Friedrich Rettig, der ihm das Leben an einer Hochschule zeigte. Ab 1864 studierte er Klassische Philologie und Theologie an der Universität Gießen. Während seines Studiums wurde er 1864 Mitglied der Burschenschaft Germania Gießen. Aufgrund finanzieller Engpässe und des Todes seines Vaters musste er das Studium möglichst schnell abschließen. Haupt wurde 1867 promoviert. Anschließend musste er seine Mutter und die jüngeren Geschwister finanziell unterstützen.
Haupt arbeitete zunächst als Hilfslehrer an einer Realschule in Alzey, anschließend an einem Gymnasium in Büdingen. Von 1868 bis 1870 unterrichtete er als Zweiter ordentlicher Lehrer an einem Gymnasium in Eutin. Anschließend hatte er Lehrstellen erneut in Büdingen sowie an einer Realschule in Iserlohn. 1872 wechselte er als Gymnasialprofessor an das Großherzoglich Badische Pädagogium nach Durlach. Dort traf er liberale Erziehungsmethoden an, die er nicht befürwortete. Daher wechselte er ein Jahr später an das Gymnasium in Plön, an dem das konservativere preußische Bildungssystem angewandt wurde.

## Wechsel nach Plön
In Plön engagierte sich Haupt zunehmend gesellschaftlich. Er besuchte literarische Zirkel und referierte im Bürgerverein. Als Anhänger der Politik Bismarcks wurde er auch politisch sehr aktiv. Mitte der 1870er Jahre gründete er einen konservativen Wählerverein mit, der die Sozialdemokratie schriftlich und in Reden kritisierte. Im Rahmen dieser Aktivitäten publizierte Haupt in mehreren Tageszeitungen. Er schrieb viele Aufsätze über Fragen zu Politik, Religion und rechtlichen Themen.
Haupt interessierte sich seit dem Schulbesuch für Geschichte sowie ältere Bau- und Kulturdenkmäler. Daher setzte er sich auch mit Denkmälern in Schleswig-Holstein auseinander und engagierte sich für deren Schutz. Er beschäftigte sich insbesondere mit regionalen kirchlichen Kunstgegenständen. Als die Regierung eine Person suchte, die ein Denkmalverzeichnis erstellen könnte, meldete sich Haupt Anfang 1878, um bereits vorhandene Dokumente aufzuarbeiten. Da die vorhandenen Informationen zu dürftig waren, reiste er ab 1880 durch Schleswig-Holstein. Für seine Reisetätigkeit und die Erarbeitung des Inventars erhielt er eine mehrjährige Freistellung von der Lehrtätigkeit. So entstanden Verzeichnisse für die Herzogtümer Schleswig und Holstein und den Kreis Herzogtum Lauenburg. Die Übersichten zu Schleswig und Holstein umfassten 26 Lieferungen, die von 1886 bis 1888 erschienen. Sie trugen den Titel Die Bau- und Kunstdenkmäler der Provinz Schleswig-Holstein. Das Verzeichnis zu Lauenburg erschien 1890.
Wegen der umfangreichen Tätigkeiten im Denkmalschutz musste Haupt sein politisches Engagement deutlich reduzieren. Er blieb lebenslang strikt konservativ und interessierte sich weiterhin für Politik. Nach 1908 zeigte er deutliche Sympathien für die DNVP. Haupt lagen die Arbeiten im Denkmalschutz offensichtlich besser als die Lehrtätigkeiten. Er positionierte sich zunehmend kritisch zur Schule und dem Lehrberuf. Dazu können auch frühere negative Erfahrungen beigetragen haben, die er mit Vorgesetzten und anderen Lehrern gemacht hatte. Die an ihn herangetragenen Aufgaben als Lehrer übernahm er zunehmend unzufrieden. 1889 entschied er sich für einen Wechsel an die Domschule Schleswig. Neben der Arbeit als Pädagoge fungierte er mehrere Jahre als ehrenamtlicher Kustos für die Sammlung des seit kurzer Zeit nicht mehr existierenden „Verein für die Sammlung und Konservierung vaterländischer Altertümer in der Stadt Schleswig“.

## Wirken als Konservator
Eine Neuordnung der Denkmalpflege in Preußen führte dazu, dass in jeder Provinz Konservatoren angestellt werden mussten. Der Provinzialständische Verwaltungsausschuss  wählte hierfür 1893 Haupt, der das Amt zunächst ehrenamtlich übernahm. Er hatte nun die Aufsicht über Denkmäler, bewertete geplante Restaurierungen und erstellte Pläne für Instandsetzungen. Dies nahm derart viel Zeit in Anspruch, dass er 1896 vom Lehrbetrieb freigestellt wurde. 1900 ging er vorzeitig in den Ruhestand. Bis 1908 lebte er in Eutin und anschließend bis Lebensende in Preetz.
Als Konservator richtete Haupt ein Denkmalarchiv ein, das in der Provinz durchgeführte Arbeiten dauerhaft dokumentierte. Mit Vorträgen und Aufsätzen versuchte er, die Bauwerke bekannt zu machen. Ab 1909 lehrte er am Predigerseminar in Preetz und unternahm mit den Schülern Exkursionen, bei denen er den korrekten Umgang mit Denkmälern vermittelte. Er arbeitete in vielen Geschichts- und Heimatvereinen und gründete 1896 den „Verein für schleswig-holsteinische Kirchengeschichte“ mit und verfasste viele Beiträge für die Vereinszeitschrift. Von 1911 bis 1918 arbeitete er auch als Denkmalpfleger im Großherzoglich-Oldenburgischen Fürstentum Lübeck. Aufgrund eines nur sehr geringen Budgets konnte er hier jedoch nicht viel bewirken.
Während des Ersten Weltkriegs und den Folgejahren hatte die Denkmalpflege große finanzielle Probleme. Hinzu kam, dass das Interesse der zuständigen Behörden und der Gesellschaft für das Themengebiet zurückging. Haupt reduzierte seine Arbeiten deutlich und die Motivation, weiter als Konservator zu wirken, sank offensichtlich. Hierzu trugen die geänderten politischen Umstände bei. Haupt war ein erklärter Gegner des Liberalismus der Weimarer Republik und engagierte sich aus diesem Grund auch nicht mehr gesellschaftlich. Aufgrund dieser Situation und wohl auch des Lebensalters schied er 1924 aus dem Amt des Provinzialkonservators. Sein Nachfolger wurde Ernst Sauermann.

## Werke im Bereich der Denkmalpflege
Haupt arbeitete zehn Jahre an seiner Geschichte und Art der Baukunst. Diese ging 1924/25 in Form der Bände 5 und 6 des Denkmälerinventars in den Druck. Nach seiner Zeit als Konservator schrieb er vermehrt, zumeist für die Zeitschrift der Gesellschaft für Schleswig-Holsteinische Geschichte, Die Heimat sowie Nordelbingen. Nennenswert ist auch seine Autobiographie, die er zumeist 1931 verfasste. Das Manuskript mit mehr als 1000 Seiten ist heute im Landesamt für Denkmalpflege zu finden.

## Werke als Kunsthistoriker
Als Kunsthistoriker schuf Haupt nicht nur Inventarlisten von Denkmäler. Seine wesentliche Leistung bestand darin, dass er erstmals die Zusammenhänge verschiedener Kunstgattungen betrachtete, die in Schleswig-Holstein existierten. Er ordnete stilistische Zusammenhänge von Kunst- und Bauwerken sehr sicher ein und schrieb gute relative Chronologien. Ein Großteil dieser Dokumente ist heute noch nicht veraltet.
Im Rahmen der kunsthistorischen Arbeiten nahm Haupt Datierungen vor, die oftmals bereits zu Lebzeiten stark kritisiert wurden. Dabei handelte es sich zumeist um den Baubeginn zahlreicher Backsteinkirchen des Mittelalters in Ostholstein, für die keine schriftlichen Quellen vorlagen. Er hatte eine eigene Meinung darüber, wann die Backsteinarchitektur des Mittelalters entstanden sei. Diese stand im Widerspruch zu Professor Friedrich Adler und Regierungsbaumeister Otto Stiehl. Haupt schrieb auch über Vizelin und erfuhr hierfür heftige Kritik von Mitgliedern der Gesellschaft für Schleswig-Holsteinische Geschichte. Darüber hinaus hatte er Konflikte mit dem Kieler Ingenieur- und Architektenverein, dessen Mitglieder die Qualität von Haupts Zeichnungen und Photographien bemängelten.

## Ehrungen
Haupt wurde für sein Wirken wiederholt ausgezeichnet:
- 1899 erhielt er den Roten Adlerorden.
- Die Theologische Fakultät der Universität Kiel ernannte ihn 1889 zum Ehrendoktor
- 1931 wurde er zum Ehrenmitglied des Vereins zur Pflege der Natur- und Landeskunde ernannt.
- Die Gesellschaft für schleswig-holsteinische Geschichte ernannte ihn 1933 zum Ehrenmitglied.
- 1936 erhielt er die Goethe-Medaille für Kunst und Wissenschaft.

## Familie
Haupt heiratete am 20. März 1880 Metta Amalie Hill (* 15. Mai 1852; † 5. Juni 1938 in Preetz), deren Vater Oberamtsdirektor in Seligenstadt war. Das Ehepaar hatte zwei Söhne und eine Tochter.

## Veröffentlichungen (Auswahl)
- Die Bau- und Kunstdenkmäler der Provinz Schleswig-Holstein
- Die Vizelinskirchen: baugeschichtliche Untersuchungen an Denkmälern Wagriens als ein Beitrag zur Anfangsgeschichte des Oldenburg-Lübecker Bistums sowie zur Schätzung seiner Quellenschriften. Perthes, Plön 1888.
- Wehrkirchen in den Elbherzogtümern. In: Zeitschrift der Gesellschaft für Schleswig-Holsteinische Geschichte. Bd. 32 (1902), S. 223–270 (Digitalisat).
- Das königliche Schloß zu Flensburg (Duburg). In: Zeitschrift der Gesellschaft für Schleswig-Holsteinische Geschichte. Bd. 35 (1905), S. 56–75 (Digitalisat).
- Turmbauten in den Elbherzogtümern. In: Schleswig-Holsteinischer Kunstkalender, 1912, S. 59–65 (Digitalisat).
- Über die ersten Kirchenbauten im Bistum Aldenburg und Lübeck. In: Zeitschrift der Gesellschaft für Schleswig-Holsteinische Geschichte. Bd. 42 (1912), S. 166–179 (Digitalisat).
- Sido. Kleine Schriften zur Geschichte Holsteins aus der Prager Handschrift neu veröffentlicht. In: Zeitschrift der Gesellschaft für schleswig-holsteinische Geschichte. Bd. 45 (1915), S. 14–52 (Digitalisat).
- Die Peterstüre am Dom zu Schleswig. In: Zeitschrift der Gesellschaft für Schleswig-Holsteinische Geschichte, Bd. 47 (1917), S. 2–40 (Digitalisat).
- Von der Pflege der Kunstdenkmäler. In: Schleswig-Holsteinischer Kunstkalender, 1920, S. 147–149.
- Das Herrengasthaus beim Reinfelder Kloster. In: Zeitschrift der Gesellschaft für Schleswig-Holsteinische Geschichte. Bd. 55 (1926), S. 473–479.
- Rasse und schöpferische Auswirkungskraft. In: Die Heimat. Monatsschrift des Vereins zur Pflege der Natur- und Landeskunde in Schleswig-Holstein, Hamburg, Lübeck und dem Fürstentum Lübeck. Bd. 37, Nr. 8, August 1927, S. 184–188 (Digitalisat).
- Heinrich Rantzau und die Künste. In: Zeitschrift der Gesellschaft für Schleswig-Holsteinische Geschichte. Bd. 56 (1927), S. 1–66 (Digitalisat).
- Über Arbeiten in Alabaster, namentlich mittelalterliche. In: Direktion des Kunstgewerbemuseums der Stadt Flensburg (Hrsg.): Festschrift aus Anlaß des 25jährigen Eröffnungstages des Museumsgebäudes am 19. August 1928. Verlag des Kunstgewerbemuseums der Stadt Flensburg, Flensburg 1928, S. 71–81.
- Neue Aufgaben dem Verständigen und Willigen. In: Die Heimat. Monatsschrift des Vereins zur Pflege der Natur- und Landeskunde in Schleswig-Holstein, Hamburg, Lübeck und dem Fürstentum Lübeck. Bd. 41 (1931), Nr. 1, Januar 1931, S. 1–7 (Digitalisat).
- Der Berchfrit oder Bergfried. In: Die Heimat. Monatsschrift des Vereins zur Pflege der Natur- und Landeskunde in Nordelbingen. Bd. 43 (1933), Nr. 9, September 1933, S. 209–215 (Digitalisat).
- Von der Burg Nienflag und dem Begfried. In: Die Heimat. Monatsschrift des Vereins zur Pflege der Natur- und Landeskunde in Nordelbingen. Bd. 44 (1934), Heft 6, Juni 1934, S. 229–232 (Digitalisat).